# أدوات المائدة

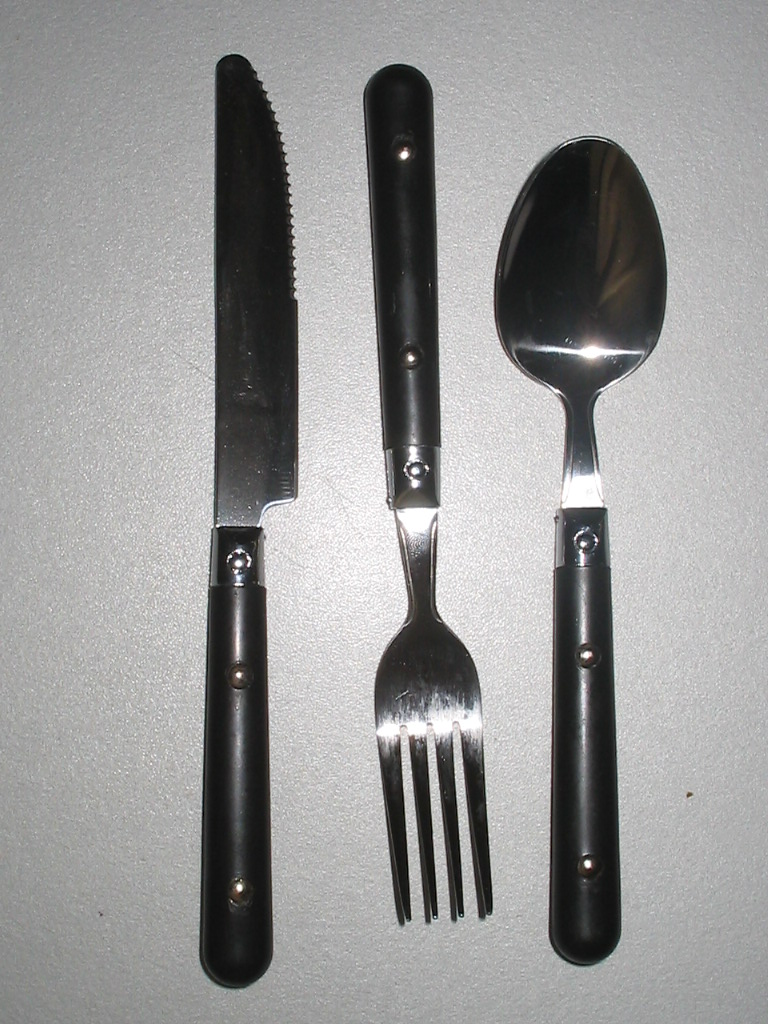
ملعقة وشوكة وسكين

أدوات المائدة هي الأدوات التي تستخدم في تناول الطعام على الموائد وتشمل الملعقة والشوكة والسكين. هذه الأدوات هي من أصل غربي لكن استخدامها أمسى عالميا. تُصنع أدوات المائدة الفاخرة عادةً من الفضة، وللاستخدام السريع مثل مطاعم الوجبات السريعة أو الرحلات أو حفلات الشواء، تصنع أدوات الطعام من البلاستيك.
الملعقة والشوكة والسكين هي الأدوات الأكثر شيوعا، إلا أنها قد تشمل أيضا أدوات أخرى مثل ملعقة الشاي وأيضاً يوجد هناك أداه تستخدم في بعض الدول ومنها (كوريا واليابان والصين وتايوان ) تسمى اعواد الطعام وهي عامل رئيسي وعاده ثابته لديهم تميزهم عن غيرهم من الحضارات.